# Tentativa de assassinato de Gerald Ford em Sacramento
Em 5 de setembro de 1975, Lynette "Squeaky" Fromme, membro do culto da Família Manson, tentou assassinar o presidente dos Estados Unidos, Gerald Ford, em Sacramento, Califórnia. Ela queria fazer uma declaração às pessoas que se recusavam a deter a poluição ambiental e seus efeitos no ar, nas árvores, na água e nos animais (ATWA). Embora Fromme estivesse a pouco mais de um braço de distância de Ford naquela manhã de sexta-feira e apontasse uma pistola M1911 para ele no terreno público do prédio do Capitólio do Estado da Califórnia, ela não havia disparado uma bala, a arma não disparou e ninguém estava ferido.
Após a tentativa de assassinato, Ford continuou a caminhar até a casa do estado da Califórnia, onde se encontrou com o governador Jerry Brown . Por seu crime, Fromme passou 34 anos na prisão e foi libertada em agosto de 2009, dois anos e sete meses após a morte de Ford. O Museu Presidencial Gerald R. Ford em Grand Rapids, Michigan, posteriormente recebeu como presente a pistola M1911 usada na tentativa de assassinato, e a arma foi colocada em exibição.

## História

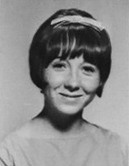
Lynette "Squeaky" Fromme em 1965.

Lynette Fromme, que foi apelidada de "Squeaky" por George Spahn, era uma seguidora do cultista Charles Manson, líder do grupo condenado pelo assassinato da atriz Sharon Tate e outras oito pessoas em Los Angeles, Califórnia, em 1969. Fromme foi um dos primeiros seguidores de Manson e tinha a reputação de ser um dos mais devotos. Ao longo dos anos, Fromme assumiu um papel de liderança em manter os membros do culto de Manson em comunicação uns com os outros depois que a maioria deles foi presa.
Em abril de 1971, Fromme cumpriu 90 dias de prisão por tentar drogar com um hambúrguer misturado com a droga psicodélica LSD Barbara Hoyt, uma testemunha do assassinato de Tate, para impedir que Hoyt testemunhasse no julgamento do assassinato. Fromme morava em Sacramento, em um apartamento no sótão com Sandra Good, uma amiga íntima que também era membro de longa data da Família Manson. Quatro anos depois, em 1975, Fromme queria confrontar o presidente Ford sobre a poluição ambiental que sua campanha gerou e seus efeitos na ATWA (ar, árvores, água, animais).

### Eventos que levaram à tentativa de assassinato
Em julho de 1975, o governador da Califórnia, o democrata Jerry Brown, recusou-se a se comprometer a falar no 49º "Host Breakfast" anual de Sacramento, uma reunião anual de ricos líderes empresariais da Califórnia a ser realizada no Sacramento Convention Center na manhã de 5 de setembro daquele ano. Para ensinar uma lição política a Brown, pelo que ele descreveria mais de 30 anos depois, como uma "resposta dilatória" ao convite, o grupo politicamente poderoso convidou o presidente dos Estados Unidos Ford, um republicano, para fazer o discurso matinal de 5 de setembro de 1975. Ford viu os votos eleitorais da Califórnia como críticos para seu sucesso nas eleições presidenciais de 1976 e aceitou o convite para falar no Host Breakfast.
No início de agosto de 1975, o The New York Times informou que a Agência de Proteção Ambiental dos Estados Unidos havia divulgado um estudo intitulado "Um estudo espectroscópico da poluição atmosférica da Califórnia", mostrando que a poluição atmosférica era generalizada nas áreas rurais. O também observou como o presidente Ford havia acabado de pedir ao Congresso dos Estados Unidos para relaxar as disposições da Lei do Ar Limpo de 1963 além das emendas da Lei do Ar Limpo de 1970 e forneceu detalhes sobre a próxima viagem de Ford à Califórnia em setembro. Depois de saber da próxima visita de Ford, o ex-presidiário Thomas Elbert foi preso em 18 de agosto em resposta a Elbert telefonar para o Serviço Secreto dos Estados Unidos e ameaçar matar Ford quando ele visitasse Sacramento.

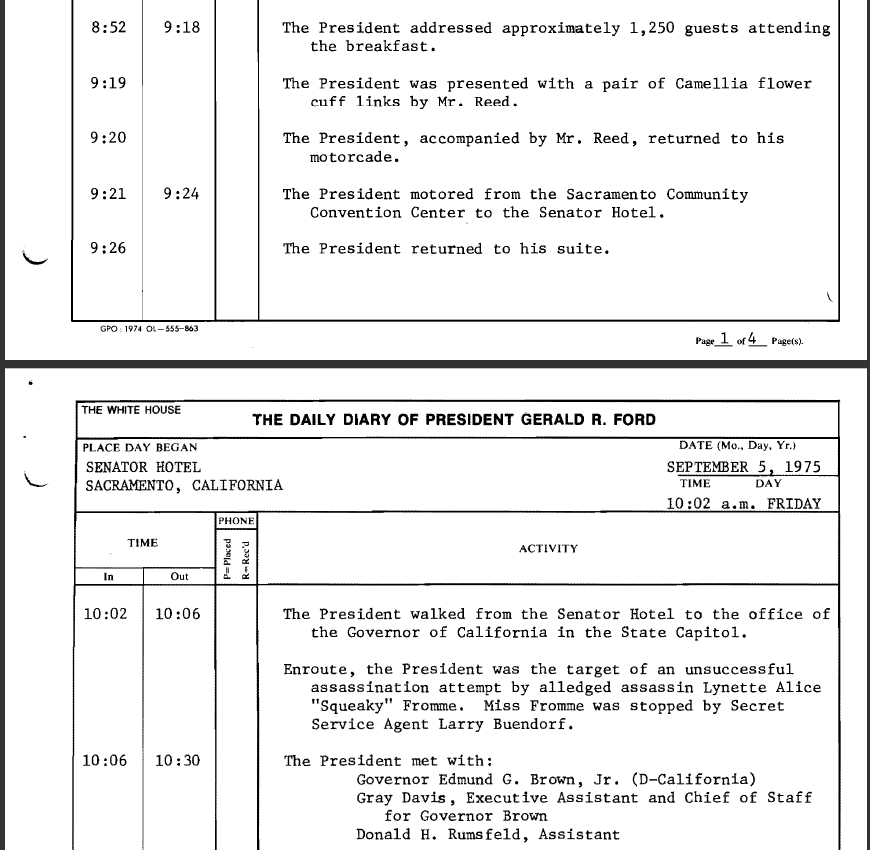
Diário presidencial de Ford para 5 de setembro de 1975

Mais ou menos na mesma época, Fromme passou a acreditar que as sequoias costeiras da Califórnia, as árvores mais altas do mundo, corriam o risco de cair devido à poluição automotiva que atingia sua localização rural. Sentindo-se pessoalmente responsável pelo destino das sequoias, Fromme viajou para São Francisco para se encontrar com um funcionário do governo de São Francisco para salvar as árvores da poluição. Depois de voltar de San Francisco, Fromme assistiu a um noticiário de seu apartamento e soube alguns detalhes dos planos de Ford de visitar Sacramento. O hotel onde Ford estaria hospedado, o Senator Hotel a cerca de quinze minutos a pé do apartamento de Fromme em Sacramento. Nesse ponto, Fromme decidiu chamar a atenção para as árvores, colocando medo no governo ao matar seu símbolo, o presidente Ford.

### Arma
Fromme já tinha uma pistola semiautomática Colt calibre .45 em seu apartamento. A pistola M1911, produzida 64 anos antes, em 1911, pela Colt Firearms, foi fabricada no mesmo ano em que a pistola M1911 da Colt se tornou a arma padrão das forças armadas dos Estados Unidos. Após sua fabricação em 1911, a pistola de Fromme foi enviada para Rock Island Arsenal em Illinois. A pistola foi usada no Exército dos EUA e posteriormente vendida como excedente do governo em 1913. Na época da tentativa de assassinato, a Colt .45 não era considerada uma arma de crime comum porque "é bastante grande e não é facilmente escondida".
Harold E. "Zeke"/"Manny" Boro, nascido em 1909, era um desenhista de engenharia aposentado do governo federal que, com idades entre 65 e 66 anos, rondava a família Manson e fornecia dinheiro a eles como um "sugar daddy". Boro conheceu Fromme na primavera de 1974 enquanto estava em um parque de Sacramento. Fromme visitava Boro em seu apartamento em Sacramento. Em troca de sua amizade, Boro emprestou seu Cadillac para Fromme e mais tarde comprou um Fusca 1973 vermelho para ela depois que ela destruiu seu Cadillac. Em 12 de julho de 1975, Boro mudou-se de Sacramento para Jackson, Califórnia. Enquanto estava em seu apartamento em Jackson, Fromme pediu uma arma a Boro. Fromme disse a Boro que precisava de um em seu apartamento onde morava, com duas colegas de quarto, para se proteger dos inimigos de Manson. Boro estava com a pistola junto com meia caixa de munição e ensinou ela a disparar a pistola. Depois disso, Fromme saiu com o Colt .45, munição e pente, apesar do protesto de Boro para que ela não levasse a pistola e outros itens.

### As atividades de Ford no dia anterior à tentativa de assassinato
Em 4 de setembro de 1975, um dia antes da tentativa de assassinato de Fromme em Sacramento, Ford estava em Washington DC Pela manhã, ele se reuniu com o Conselheiro de Segurança Nacional e Secretário de Estado Henry Kissinger – que ainda estava sob restrição de segurança nacional em 2012. Após a reunião, Ford voou no " Spirit of '76 " da Andrews Air Force Base para o Boeing Field em Seattle, Washington, para participar de uma convenção de arrecadação de fundos do Partido Republicano e outros compromissos. Por volta das 5 da tarde, Ford então voou para Portland, Oregon, onde participou de um evento de arrecadação de fundos republicano, participou do Portland Youth Bicentennial Rally com cerca de 13.000 crianças e recebeu um cobertor de presente do Oregon. Às 9:30 e da noite, Ford voou para McClellan Air Force Base em Sacramento, Califórnia, e foi para sua suíte às 11:30 da noite no Senator Hotel.

### Tentativa de assassinato

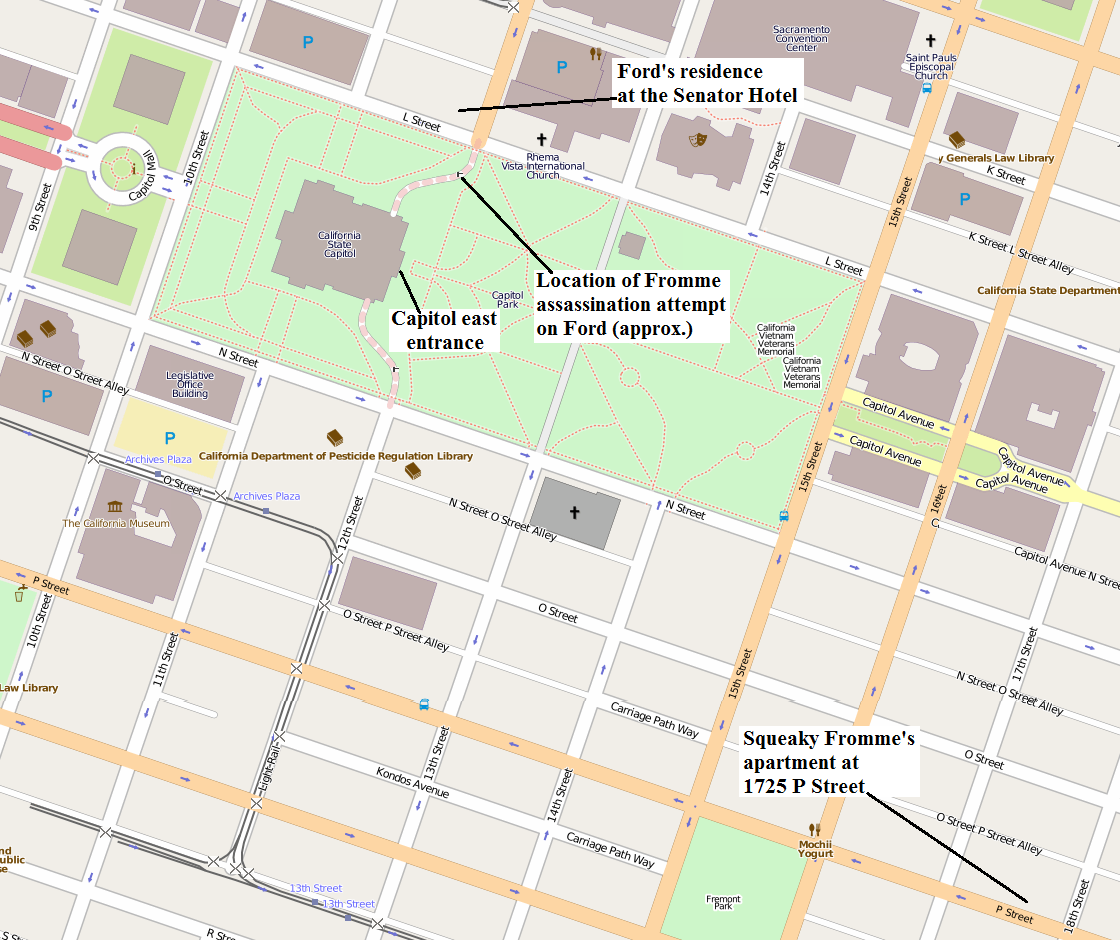
Tentativa de assassinato de Ford no mapa de localização de Sacramento

Na manhã de 5 de setembro de 1975, Fromme vestida completamente de vermelho, "para os animais e as cores da terra", colocou a pistola Colt .45 em um coldre de perna amarrado à perna esquerda, e saiu de seu apartamento. para o terreno do Capitólio do estado da Califórnia. O céu estava claro e a previsão do tempo para Sacramento indicava ventos calmos e temperatura em torno de 29Cº. Às 9h26 da manhã, Ford havia retornado ao Senator Hotel na 1121 L Street de sua palestra de duas horas no Host Breakfast. De sua suíte no Senator Hotel, Ford atravessou a L Street, também conhecida como Lincoln Highway, às 10h02 no Capitol Park e começou a apertar as mãos de pessoas que se aglomeraram no caminho do parque. Ford estava indo em direção a uma entrada do prédio do Capitólio do estado.
Ford se moveu cerca de 46 m da Lincoln Street ao longo de uma passarela pavimentada do Capitol Park, viu "uma mulher em um vestido de cores vivas" e parou aproximadamente na metade do caminho para o Capitólio do estado. Ford presumiu que a mulher de vermelho queria apertar a mão ou conversar. Fromme, de 26 anos, estava posicionada a menos de um metro de Ford, atrás da primeira fila da multidão, e enfiou a mão em seu manto, tirando a pistola Colt .45 de seu coldre de perna. Fromme levantou o braço direito em direção a Ford, passando pela primeira fila de pessoas, e apontou a arma para uma altura entre os joelhos de Ford e sua cintura. Do ponto de vista de Ford, ele observou: "... quando parei, vi uma mão passar pela multidão na primeira fila, e esse foi o primeiro gesto ativo que vi, mas na mão havia uma arma".

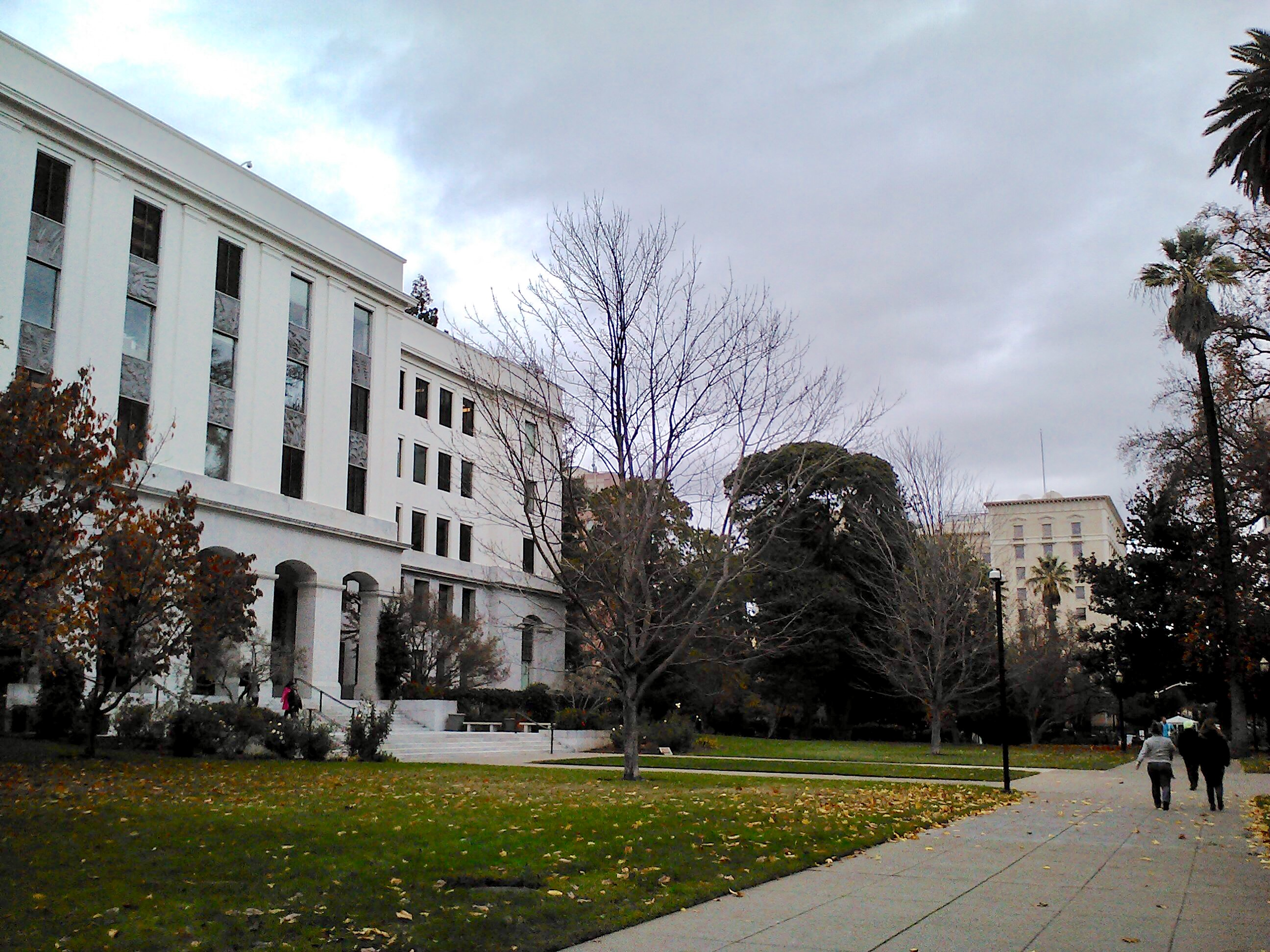
A entrada leste do Capitólio do estado da Califórnia olhando para o norte com o Hotel Senator ao fundo.

A pistola continha munição armazenada em um carregador destacável no punho da pistola, mas a arma não incluía um cartucho na câmara da arma. Na época, Fromme não sabia que precisava puxar a corrediça da arma para inserir um cartucho na câmara da pistola. Cinco anos depois, em 1980, Fromme afirmou que ela propositalmente ejetou o cartucho da pistola no chão de seu apartamento na P Street, porque ela "não estava determinada a matar o cara".

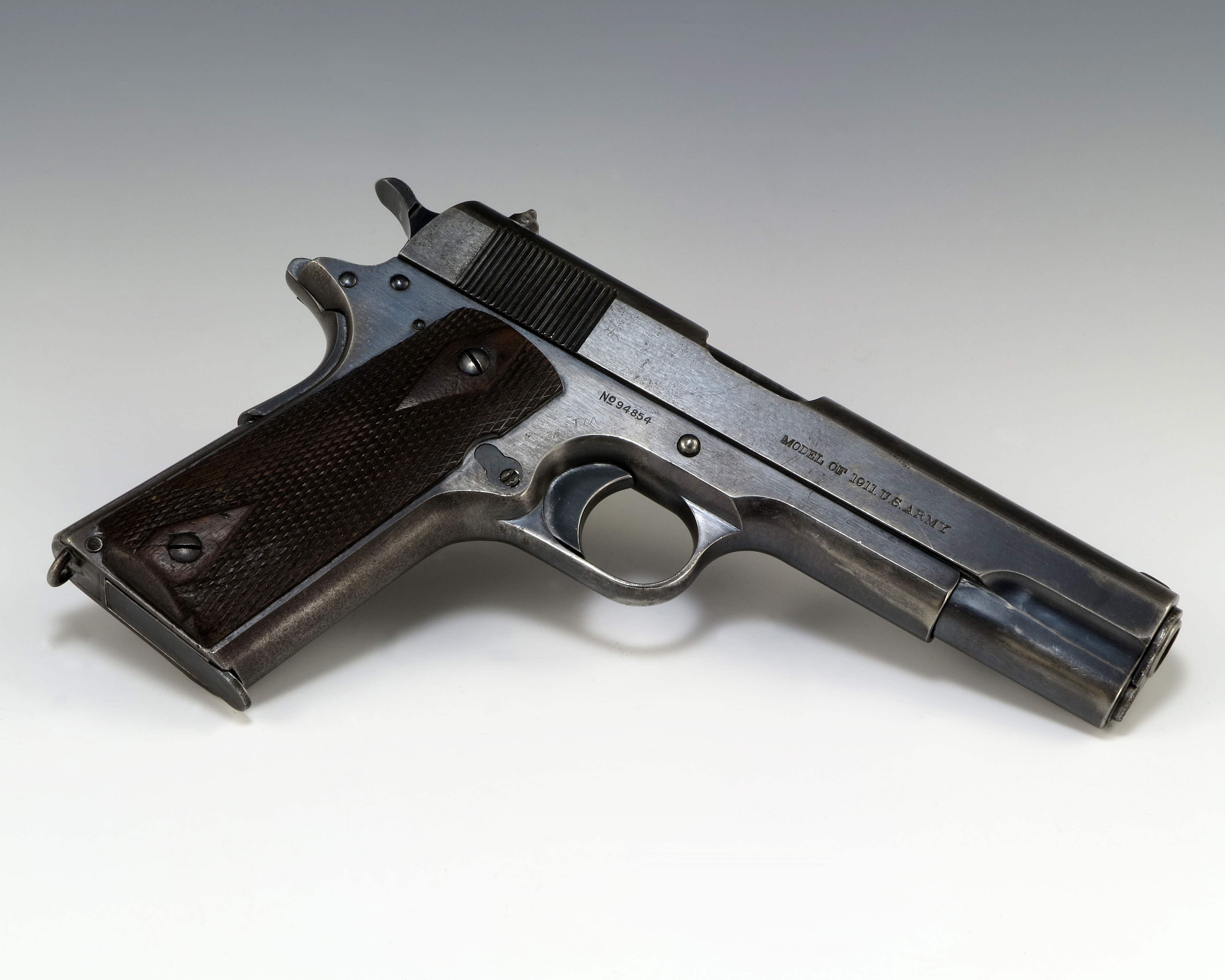
Pistola de Fromme, usada na tentativa de assassinato de Ford em 5 de setembro de 1975, em exibição no Ford Presidential Museum

Enquanto Fromme apontava a arma para Ford, várias pessoas ouviram um som de "clique metálico". o agente do Serviço Secreto Larry Buendorf agarrou a arma, forçou-a da mão de Fromme e a jogou no chão. No chão, Fromme disse: "Não disparou. Você acredita nisso? Não disparou". Um dos agentes do Serviço Secreto gritou "desça, vamos embora". Os agentes do Serviço Secreto então arrastaram Ford para longe de Fromme em direção à entrada leste do Capitólio, até que Ford gritou: "Ponha-me no chão! Ponha-me no chão!" Ford continuou sua caminhada até a casa do estado da Califórnia, entrou e se encontrou com o governador da Califórnia, Jerry Brown, às 10h06. sou para 30 minutos sem mencionar a tentativa de assassinato até que parassem de falar de negócios. Ford, que mais tarde indicou que não estava com medo, concluiu: "Achei melhor continuar com minha programação do dia".

### Consequências
Após a tentativa, o Serviço Secreto não permitiu que repórteres ou fotógrafos se aproximassem do presidente durante sua próxima viagem à Califórnia. Em 20 de setembro de 1975, o juiz federal dos Estados Unidos Thomas J. MacBride marcou o dia 4 de novembro de 1975 para o início do julgamento contra Fromme por tentativa de assassinato de um presidente dos Estados Unidos. Três dias antes do início do julgamento, o presidente Ford prestou depoimento em vídeo da Casa Branca como testemunha de defesa no julgamento de Fromme. O testemunho foi a primeira vez que um presidente dos EUA testemunhou em um julgamento criminal.
Em 4 de novembro, os promotores estavam prontos para apresentar cerca de 1.000 itens de evidência apreendidos no carro e no apartamento de Fromme logo após a tentativa de assassinato, incluindo munição calibre 45 na caixa que ela pegou de Boro e o livro The Modern Handgun. Durante o julgamento, Fromme se recusou a cooperar, chegando ao ponto de jogar uma maçã no promotor público Dwayne Keyes depois que ele pediu que a punição de Fromme fosse severa porque ela havia se mostrado "cheia de ódio e violência".

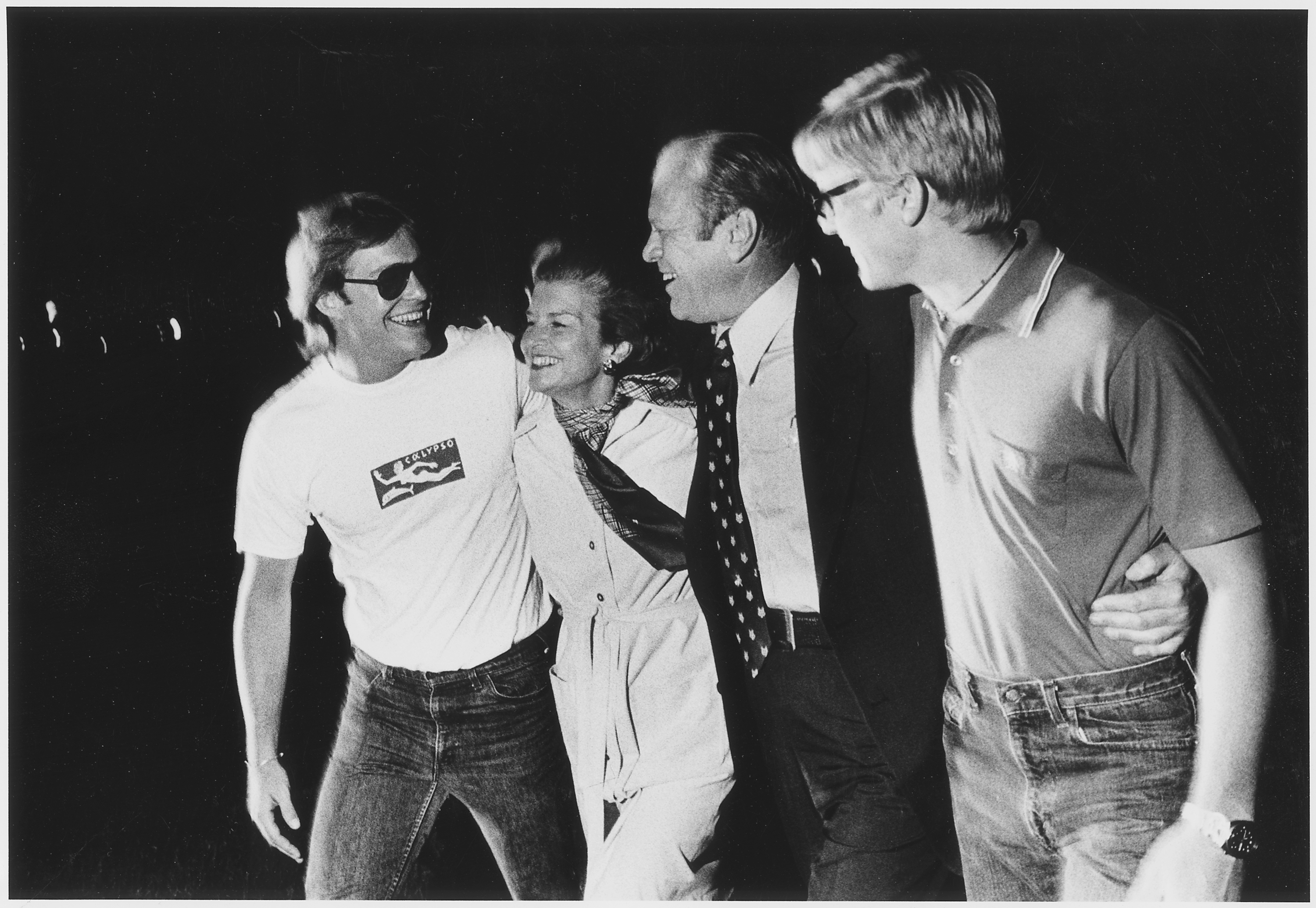
Ford sendo recebido por sua família na Casa Branca em Washington DC, cerca de dez horas após a tentativa de assassinato na Califórnia

O julgamento terminou em 19 de novembro de 1975, com Fromme sendo condenado por tentativa de assassinato do presidente Ford. Fromme recebeu uma sentença de prisão perpétua. Durante sua prisão, Fromme escapou da prisão e, como resultado, recebeu uma prorrogação de sua sentença após sua captura dois dias depois, em 26 de dezembro de 1987.
Betty Ford revelou em uma entrevista de 2004 no Larry King Live que, após o atentado contra a vida de seu marido por Fromme, cada vez que ele deixava a Casa Branca, ela rezava por sua segurança em uma das varandas da Casa Branca. A tentativa de assassinato de Sacramento foi a primeira tentativa de assassinato contra Ford durante sua presidência. Em 22 de setembro de 1975, 17 dias depois de Fromme tentar matar Ford em Sacramento, Sara Jane Moore, uma política radical tentou matar Ford em San Francisco. Esta segunda tentativa de assassinato também falhou e, dois dias depois, o governador da Califórnia, Jerry Brown, respondeu a ambas as tentativas de assassinato contra a vida de Ford na Califórnia assinando projetos de lei. Ford completou sua presidência de 1974-77 sem mais tentativas de assassinato.
Em 1981, o Museu Presidencial Gerald R. Ford foi inaugurado na cidade natal de Ford, Grand Rapids, Michigan. Em 23 de agosto de 1989, o Gabinete do Procurador dos Estados Unidos em Sacramento doou a pistola de Squeaky Fromme ao museu. Ford morreu de causas naturais em 26 de dezembro de 2006.
Fromme foi libertado da prisão em 14 de agosto de 2009, dois anos e oito meses após a morte de Ford. Ela se mudou para Marcy, Nova York, para morar em uma casa que "parece uma velha cabana Quonset de metal da era da Segunda Guerra Mundial" com Robert Valdner, outro presidiário, que havia matado o cunhado e foi libertado da prisão. em 1992.

## Galeria

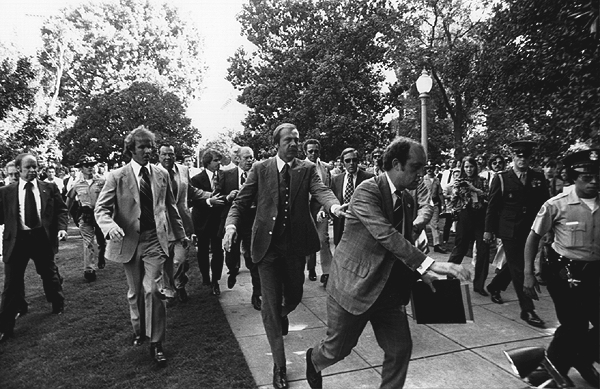
Ford correu da tentativa de assassinato (10h05)
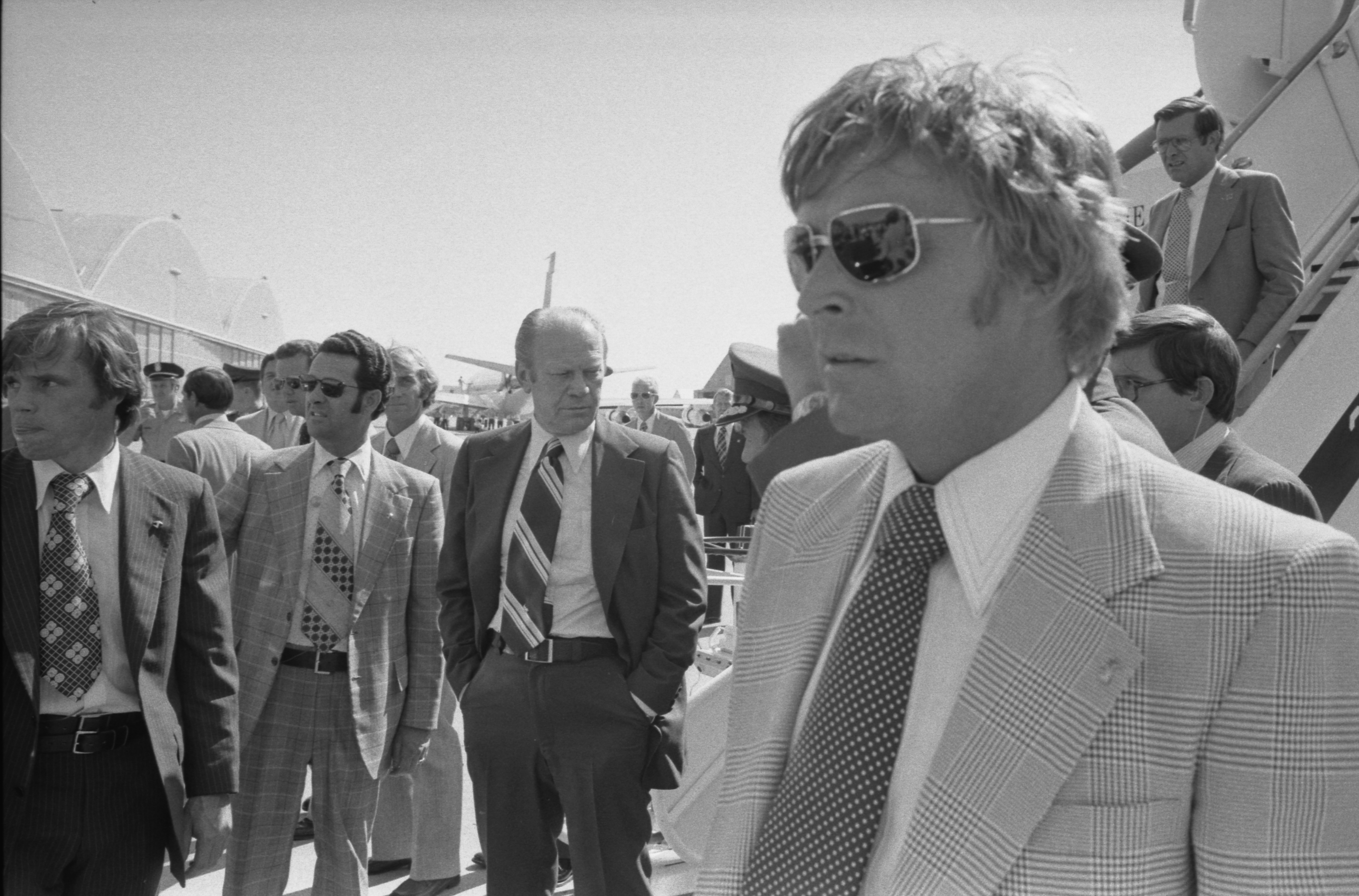
Ford na Base Aérea McClellan esperando para deixar Sacramento para a Casa Branca (15h10)
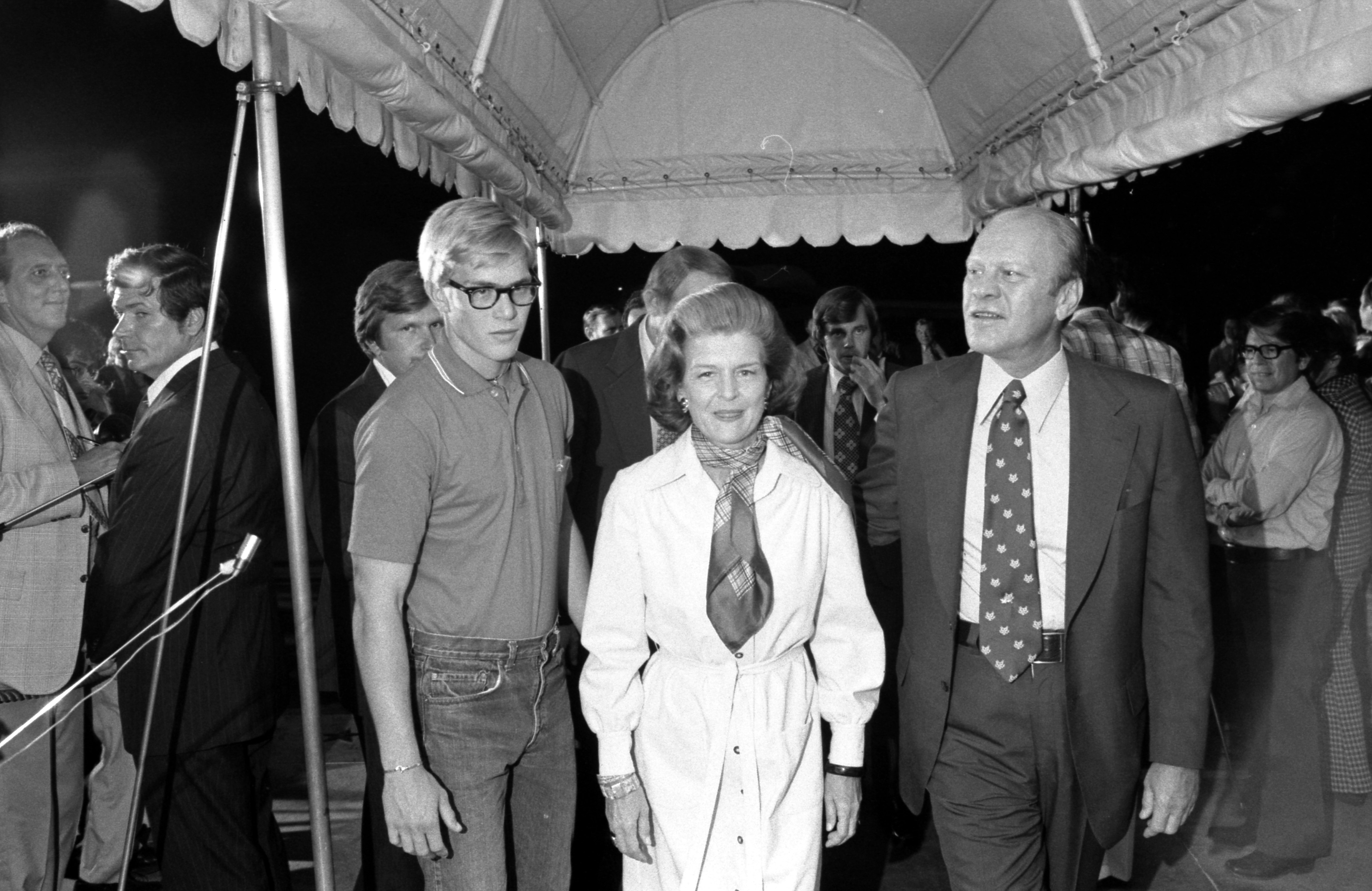
Ford chega à Casa Branca em 5 de setembro de 1975 (cerca de 19:50)
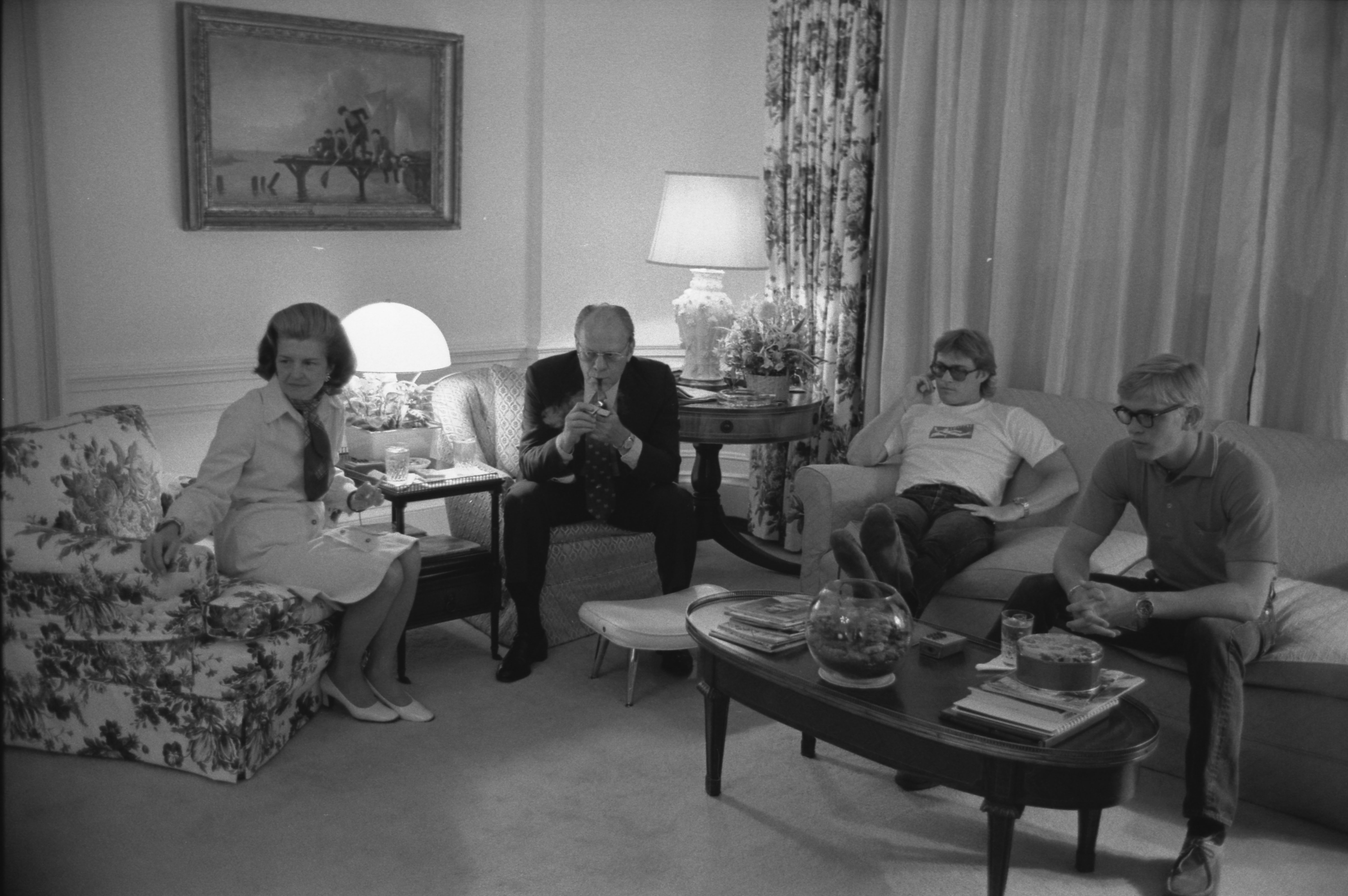
A família Ford assiste à cobertura jornalística da tentativa de assassinato às 23h no segundo andar da Casa Branca